# Гарві (Мічиган)
Гарві (англ. Harvey) — переписна місцевість (CDP) в США, в окрузі Маркетт штату Мічиган. Населення — 3244 особи (2020).

## Географія
Гарві розташоване за координатами 46°29′30″ пн. ш. 87°20′57″ зх. д. / 46.49167° пн. ш. 87.34917° зх. д. (46.491716, -87.349104).  За даними Бюро перепису населення США в 2010 році переписна місцевість мала площу 6,61 км², з яких 5,16 км² — суходіл та 1,44 км² — водойми.

## Демографія
Згідно з переписом 2010 року, у переписній місцевості мешкали 1393 особи в 627 домогосподарствах у складі 361 родини. Густота населення становила 211 особа/км².  Було 691 помешкання (105/км²).
Расовий склад населення:
| - 94,5 % — білих - 2,3 % — корінних американців - 0,5 % — чорних або афроамериканців - 0,3 % — азіатів |

До двох чи більше рас належало 2,4 %. Частка іспаномовних становила 0,5 % від усіх жителів.
За віковим діапазоном населення розподілялося таким чином: 19,7 % — особи молодші 18 років, 67,2 % — особи у віці 18—64 років, 13,1 % — особи у віці 65 років та старші. Медіана віку мешканця становила 41,9 року. На 100 осіб жіночої статі у переписній місцевості припадало 105,5 чоловіків;  на 100 жінок у віці від 18 років та старших — 105,1 чоловіків також старших 18 років.
Середній дохід на одне домашнє господарство  становив 46 374 долари США (медіана — 42 610), а середній дохід на одну сім'ю — 64 914 долари (медіана — 56 176). Медіана доходів становила 38 417 доларів для чоловіків та 31 898 доларів для жінок. За межею бідності перебувало 6,9 % осіб, у тому числі 4,0 % дітей у віці до 18 років та 6,4 % осіб у віці 65 років та старших.
Цивільне працевлаштоване населення становило 797 осіб. Основні галузі зайнятості: освіта, охорона здоров'я та соціальна допомога — 27,4 %, мистецтво, розваги та відпочинок — 25,2 %, роздрібна торгівля — 11,5 %, науковці, спеціалісти, менеджери — 8,5 %.